# Bunomys karokophilus
Bunomys karokophilus és una espècie de mamífer rosegador de la família dels múrids. És endèmic de l'illa de Sulawesi (Indonèsia). Té una llargada total de 155-190 mm, la cua de 150-205 mm, els peus de 36-42 mm, les orelles de 22-25 mm i un pes de fins a 175 g. El pelatge dorsal és gris fosc, mentre que el ventral va des d'un blanc grisenc fins al gris fosc. El seu nom específic, karokophilus, significa ‘amant del karoko’ en llatí.